# Mottinger
Mottinger az Amerikai Egyesült Államok északnyugati részén, Washington állam Benton megyéjében elhelyezkedő kísértetváros.
Mottinger postahivatala 1908 és 1951 között működött. A település névadói G. H. és Martha Mottinger telepesek.

## Fordítás
- Ez a szócikk részben vagy egészben  a   Mottinger, Washington című angol Wikipédia-szócikk ezen változatának fordításán alapul.  Az eredeti cikk szerkesztőit annak laptörténete sorolja fel. Ez a jelzés csupán a megfogalmazás eredetét és a szerzői jogokat jelzi, nem szolgál a cikkben szereplő információk forrásmegjelöléseként.